# Pekka Suorsa
Pekka Suorsa, född 8 december 1967 i Kajana i landskapet Kajanaland i Uleåborgs län, är en finländsk tidigare backhoppare. Han representerade Kainuun Hiihtoseura.

## Karriär
Pekka Suorsa debuterade internationellt i tysk-österrikiska backhopparveckan (som även ingår i världscupen) säsongen 1983/1984. Han blev nummer 40 i öppningstävlingen i Schattenbergschanze i Oberstdorf i Västtyskland 30 december 1983. Två år senare vann han öppningstävlingen i backhopparveckan, i Oberstdorf. Han blev nummer 7 i nyårshoppningen i Garmisch-Partenkirchen och nummer 8 i avslutningstävlingen i Bischofshofen i Österrike. Han misslyckades dock i Innsbruck, där han blev nummer 51, och placerade sig inte bland de tio främsta i resultatlistan.
Forutom segern i deltävlingen i backhopparveckan/världscupen i Oberstdorf, vann Suorsa en deltävling i världscupen veckan innan, i Chamonix i Frankrike, före Jens Weissflog från Östtyskland. Suorsa blev nummer 5 totalt i världscupen 1985/1986. Landsmannen Matti Nykänen vann sammanlagt. 
Pekka Suorsa deltog i Skid-VM 1987 i Oberstdorf. Där blev han nummer 13 i normalbacken och nummer 7 i stora backen, 12,6 poäng efter segrande Andreas Felder från Österrike och 3,6 poäng från en bronsmedalj. I laghoppningen lyckades dock det finländska laget. Matti Nykänen, Ari-Pekka Nikkola, Tuomo Ylipulli och Pekka Suorsa vann VM-guldet med god segermarginal till Norge och Österrike.
Suorsa startade i olympiska spelen 1988 i Calgary i Kanada. Han tävlade i stora backen och blev nummer 38. Matti Nykänen vann båda individuella tävlingarna och Finland vann även lagtävlingen, men utan Suorsa i laget.
Pekka Suorsa avslutade backhoppningskarriären 1990.